# Sompeta
Sompeta fou un tahsil zamindari al districte de Ganjam (avui a Orissa) a la presidència de Madras. La superfície era de 733 km². estava separat de Parla Khimedi pel Mahendragiri, i tenia a l'est la badia de Bengala. La població el 1901 era de 102.690 habitants amb la ciutat de Sompeta com a capital del tahsil (6.455 habitants) i 347 pobles.
Estava format pels zamindaris de Mandasa, de Baruya, de Jalantra (que va ser venut pel seu zamindar i comprat pel maharajà de Vizianagram) i Budarasingi. L'agència de Sompeta era una de les dels Maliahs i estava formada pels zamindaris de:
- Jarada
- Mandasa
- Budaransingi
- Jalantra (sota domini del govern britànic per expropiació als seus propietaris)